# Пудкова, Татьяна Николаевна
Татьяна Николаевна Пудкова (род. 1951 или 1952) — советская шахматистка, мастер спорта СССР (1982).

## Биография
Пять раз побеждала на чемпионатах Киргизской ССР.
Участница женских чемпионатов СССР 1981 и 1990 гг.
В составе сборной Киргизской ССР участница Спартакиад народов СССР 1983 и 1991 гг.
Успешно выступала в заочных соревнованиях.
Четырежды становилась серебряным призёром женских чемпионатов СССР по переписке.
В составе сборной СССР участница полуфинала 4-й заочной олимпиады (с лучшим результатом на 4-й доске).

## Основные спортивные результаты
| Год                       | Город                                                                 | Соревнование                                                              | + | −  | = | Результат | Место                            |
| ------------------------- | --------------------------------------------------------------------- | ------------------------------------------------------------------------- | - | -- | - | --------- | -------------------------------- |
| 1979                      | Орджоникидзе                                                          | Первая лига 39-го чемпионата СССР                                         |   |    |   | 4 из 15   | 16                               |
| 1981                      | Ярославль                                                             | Полуфинал 41-го чемпионата СССР                                           | 6 | 2  | 7 | 9½ из 15  | 1—2                              |
|                           | Ивано-Франковск                                                       | 41-й чемпионат СССР                                                       | 3 | 7  | 7 | 6½ из 17  | 15                               |
| 1983                      | Москва                                                                | VIII Спартакиада народов СССР (сборная Киргизской ССР, 1-я женская доска) | 3 | 1  | 4 | 5 из 8    |                                  |
| 1990                      | Подольск                                                              | 50-й чемпионат СССР                                                       | 2 | 10 | 5 | 4½ из 17  | 17                               |
| 1991                      | Азов                                                                  | X Спартакиада народов СССР (женская сборная Киргизской ССР, 1-я доска)    | 1 | 0  | 8 | 5 из 9    |                                  |
| СОРЕВНОВАНИЯ ПО ПЕРЕПИСКЕ |                                                                       |                                                                           |   |    |   |           |                                  |
| 1981—1982                 | 7-й женский чемпионат СССР                                            | 7-й женский чемпионат СССР                                                |   |    |   | 15 из 17  | 2                                |
| 1983—1985                 | 8-й женский чемпионат СССР                                            | 8-й женский чемпионат СССР                                                |   |    |   | 13½ из 18 | 2—3                              |
| 1985—1987                 | 9-й женский чемпионат СССР                                            | 9-й женский чемпионат СССР                                                |   |    |   | 10 из 14  | 2—4                              |
| 1986—1991                 | Полуфинал 4-й заочной олимпиады (группа № 1; сборная СССР, 4-я доска) | Полуфинал 4-й заочной олимпиады (группа № 1; сборная СССР, 4-я доска)     | 5 | 0  | 2 | 6 из 7    | Команда — победитель; 1 на доске |
| 1988—1990                 | 10-й женский чемпионат СССР                                           | 10-й женский чемпионат СССР                                               |   |    |   | 13½ из 17 | 2                                |